# Кети
 Тази статия е за етническата група.  За селото в Армения вижте Кети (село).  
Кетите (на руски: кеты) са етническа група в Русия, наброяваща около 1219 души (2010).
Живеят в северните части на Красноярски край – Турухански, Евенкийски и Енисейски район. Произхождат от Южен Сибир, като през I хилядолетие се установяват по долното течение на Подкаменная Тунгуска, а през IX-XIII век се заселват и на север по течението на Енисей. През 1607 година са завладени от Русия. Днес малка част от кетите говорят традиционния кетски език, който е последният жив енисейски език, а за останалите майчин език е руският.